# BIC-Code

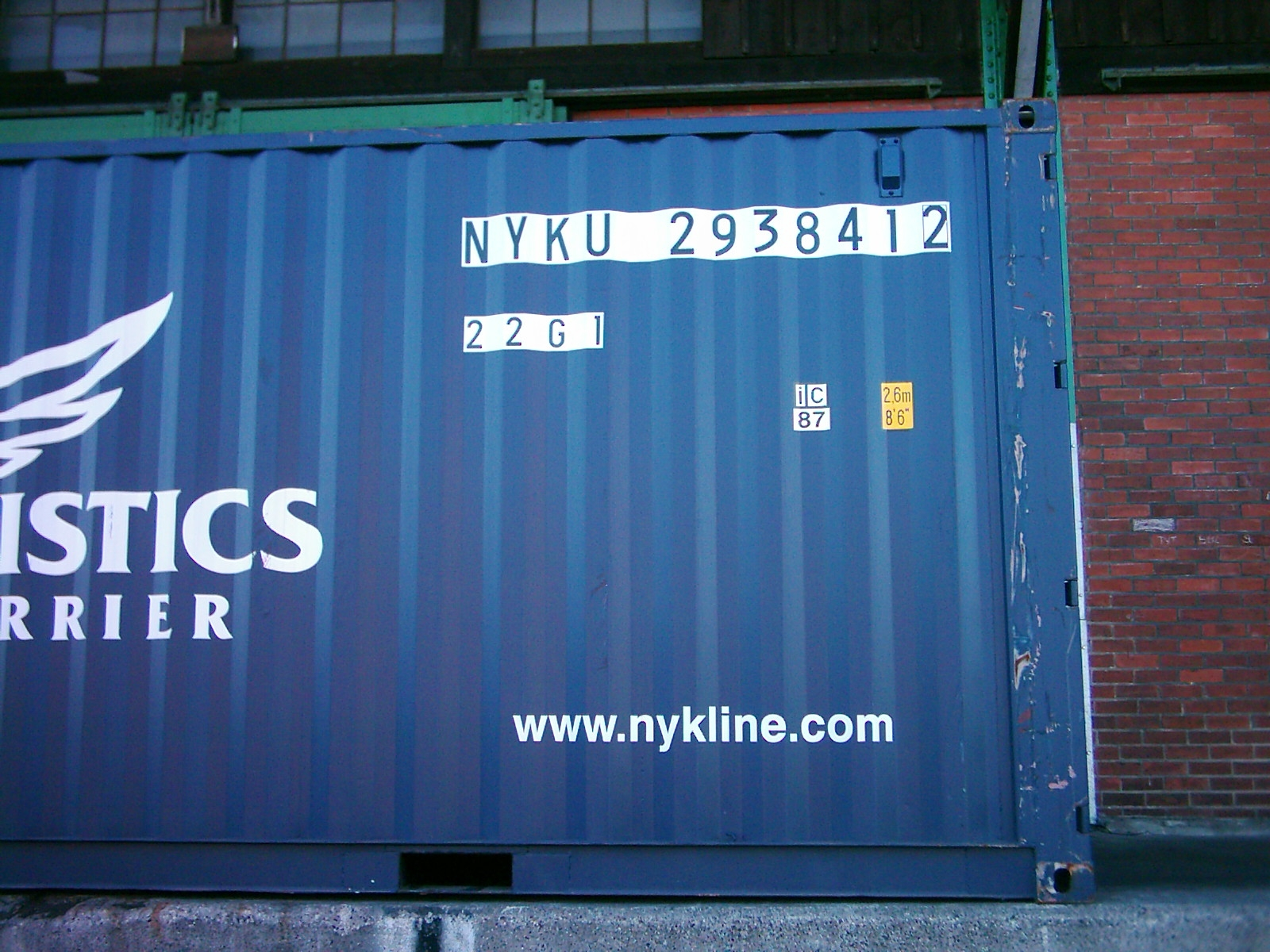
BIC-Code eines Containers der NYK Line

Die Organisation B.I.C. (Bureau International des Containers et du Transport Intermodal) ordnet bei Containern nach der internationalen Norm ISO 6346 jedem Eigentümer oder Operator auf Wunsch einen eigenen Eigentümer-Code zu. Alle zugeteilten Codes sind im offiziellen Register der Eigentümer-Codes des B.I.C. aufgeführt.
Der Code besteht aus 11 Zeichen. Die ersten 3 Buchstaben geben den Eigentümer an. Der vierte Buchstabe gibt an, ob es sich z. B. um einen Frachtcontainer, Anhänger etc. handelt. Dem folgt eine 6-stellige Seriennummer und eine Prüfziffer. Die Nummer kann horizontal oder vertikal angebracht sein.
Eine Standardisierung einer Umsetzung des alphanumerischen BIC-Codes in einen Barcode (für halbautomatisches Lesen oder automatisches Scannen) oder einen 2D-Code (für automatisches Lesen oder Scannen) besteht bisher nicht.